# ۱۳ ذی‌القعده
۱۳ ذیقعده، سیزدهمین روز از ماه ذیقعده در تقویم هجری قمری است.
در تقویم هجری قمری قراردادی این روز سیصد و هشتمین روز سال است.

## زادگان
- «ابن جوزی» فقیه و واعظ شهیر مسلمان در بغداد(۵۰۸ ق)
- ۴۰۹ - ابن ابی‌صقر واسطی نویسنده و شاعر عربی عراقی
- ۱۳۰۴ - آنتون عریضه، پاتریارک مارونی و زبان‌شناس لبنانی.

## درگذشتگان
- فقیه متکلم «میرزا محمد استرآبادی» (۱۰۲۸ ق)
- آیت اللَّه «آقامحمد فرزند آخوند خراسانی» (۱۳۵۶ ق)
- «اوحد الدین انوری ابیوردی» شاعر، ادیب و فیلسوف ایرانی(۵۸۱ ق)
- ۱۳۶۲ - امین گیلانی، نویسنده و آموزگار سوری.